# Actis
En la mitología griega Actis era un hijo de Helios, dios del Sol, y la ninfa Rodo, epónima de Rodas.
Después de que la isla de Rodas sufriera una gran inundación, Helios, que se había enamorado de Rodo, secó la isla. Helios y Rodo tuvieron siete hijos y una hija, que eran conocidos como los helíadas.   
Celosos por la inteligencia y la habilidad de su hermano Ténages, los otros helíadas terminaron asesinándolo.
Actis tuvo que huir de Rodas por este crimen, y se dirigió hacia el desconocido Egipto, donde fundó la ciudad de Heliópolis (en honor a su padre). En ella estableció una escuela de astrología que fue famosa durante generaciones, pues destacaba en esta arte al serle inspirada por su padre Helios.